# ДСТУ

Символ ДСТУ

ДСТУ (укр. Державний СТандарт України) — национальные стандарты Украины. Существуют с 1993 года.
По состоянию на октябрь 2014 года фонд национальных стандартов Украины составляет 27,5 тыс. документов, 7489 из которых гармонизированы с международными и европейскими. В течение 2014 принято 175 национальных нормативных документов, из которых 115 гармонизированы с международными и европейскими, подготовлено к утверждению 350 проектов стандартов.
Государственные стандарты Украины подлежат государственной регистрации в центральном органе исполнительной власти по вопросам технического регулирования и публикуются на украинском языке.
Часть ДСТУ была принята на основе международных документов с изменениями или без. Часть ДСТУ уже имеют свой порядковый номер, но ещё не утверждены, либо не вступили в силу.
Хотя ДСТУ, имеющие статус законов Украины, должны быть в свободном доступе, но фактически на официальных сайтах не публикуются. Часть ДСТУ можно найти через поиск в Интернете, однако, полный перечень данных документов имеется у коммерческих организаций компаний, которые продают их поштучно. Цена варьируется от 50 до 200 гривен за документ.